# Llista de peixos de Lesotho

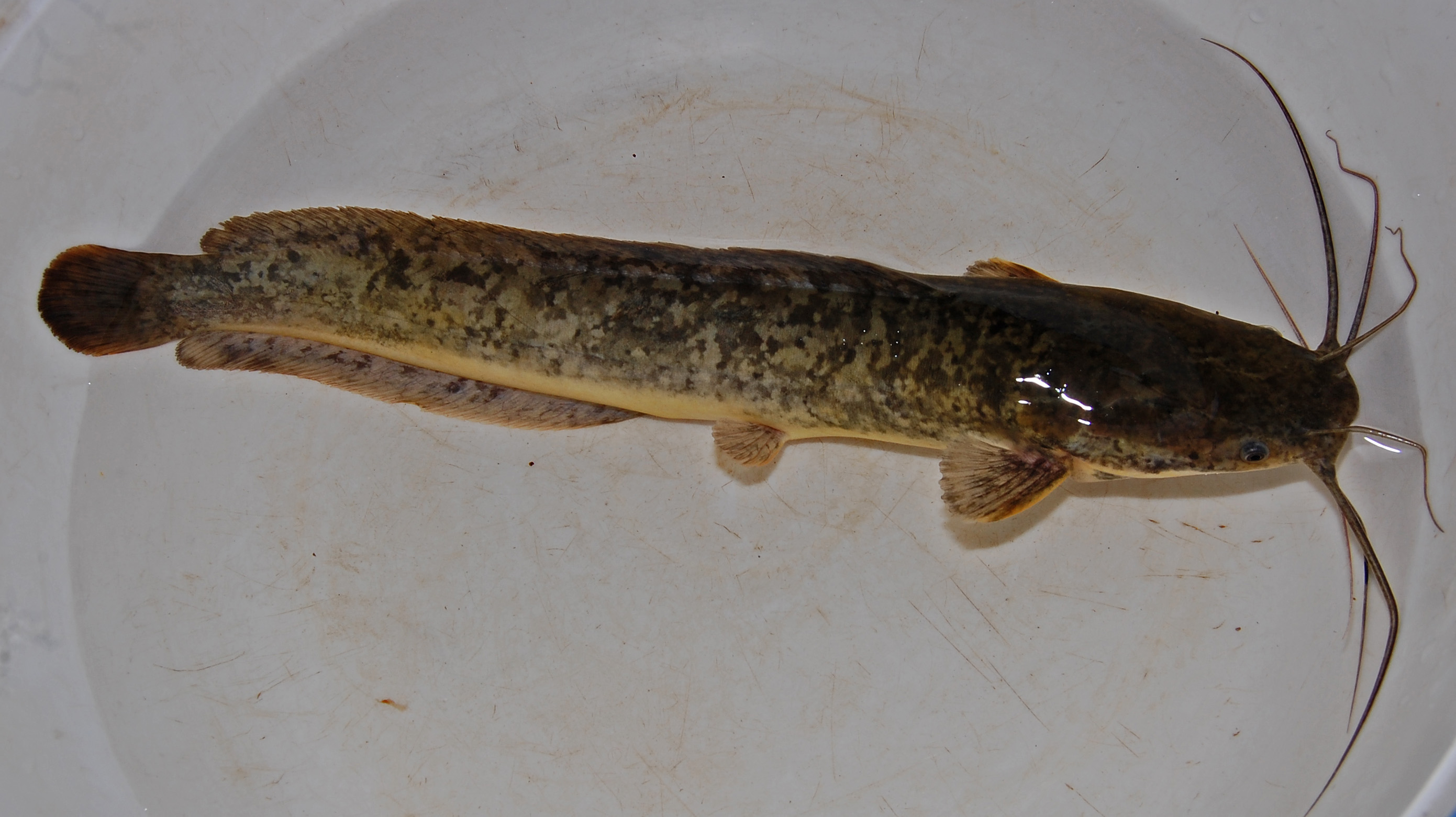
Clarias gariepinus

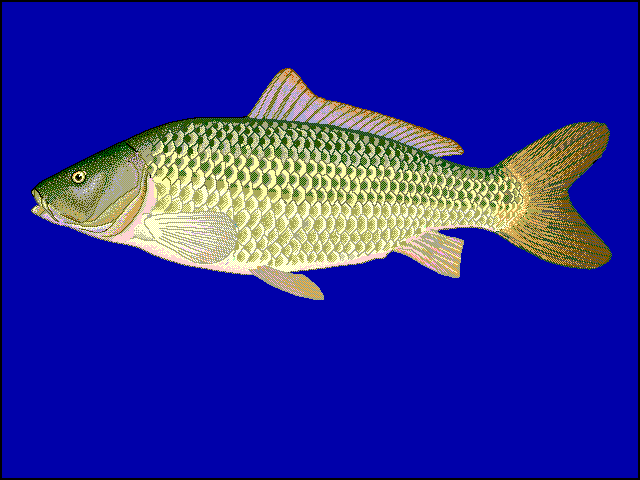
Cyprinus carpio carpio

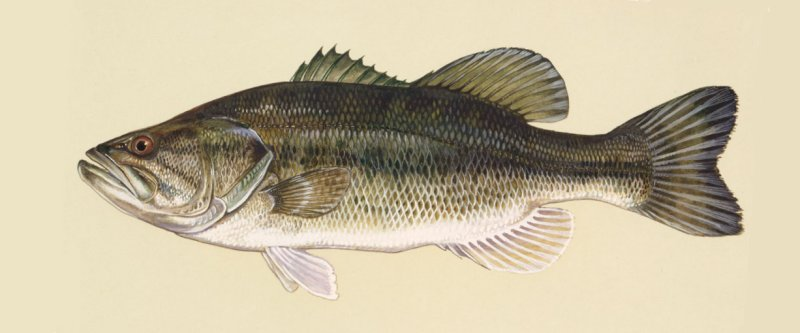
Perca americana (Micropterus salmoides)

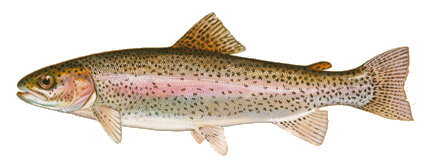
Truita arc de Sant Martí (Oncorhynchus mykiss)

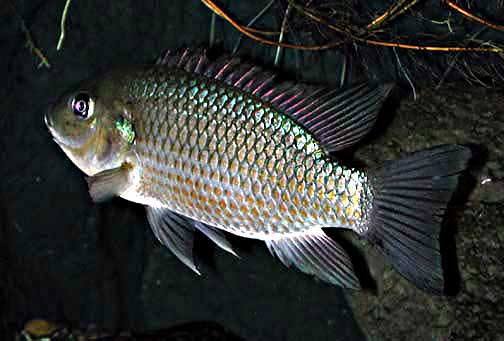
Oreochromis mossambicus

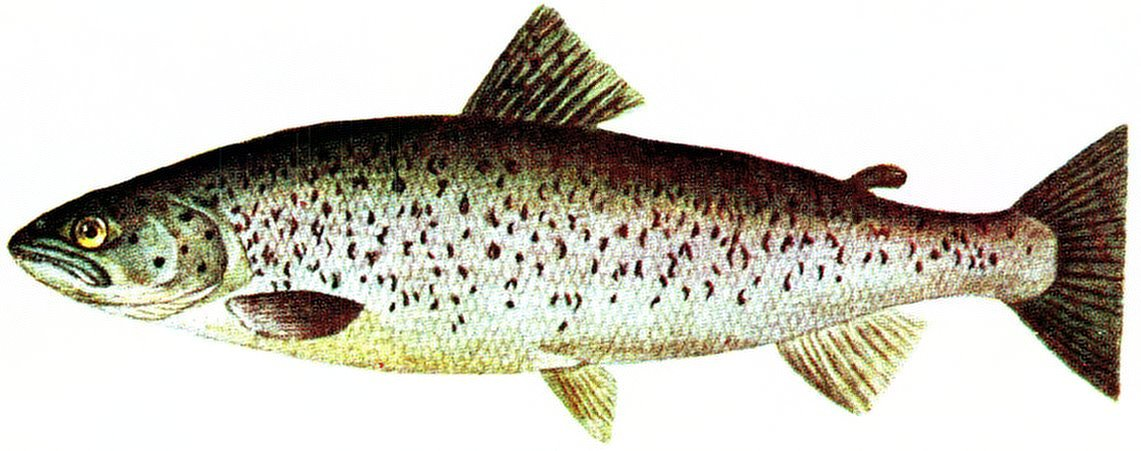
Salmo trutta trutta

Aquesta llista de peixos de Lesotho -incompleta- inclou les 12 espècies de peixos que es poden trobar a Lesotho ordenades per l'ordre alfabètic de llur nom científic.

## A
- Austroglanis sclateri

## B
- Barbus anoplus

## C
- Clarias gariepinus
- Cyprinus carpio carpio

## L
- Labeo umbratus
- Labeobarbus aeneus
- Labeobarbus capensis

## M
- Micropterus salmoides

## O
- Oncorhynchus mykiss
- Oreochromis mossambicus

## P
- Pseudobarbus quathlambae

## S
- Salmo trutta trutta[1]